# Huambo (provins)
Huambo er en provins i Angola. Den har et areal på 34.274 km2
og et befolkningstal på 2.019.555 (2014) indbyggere.

## Eksterne links
- Provins Angola Arkiveret 2. august 2008 hos  Wayback Machine
- Den amerikanske styremagts statistik fra 1988

12°30′00″S 15°40′00″Ø / 12.5°S 15.666666666667°Ø